# 大森葵
大森 葵（おおもり あおい、11月6日  - ）は、日本の漫画家、イラストレーター。別名義にいるも晴章（いるもはるあき）があり、こちらは当初は同人活動時に使い始めたものだった。

## 作品リスト

### 漫画作品
- アルゴレスト バスターズ（『コミックガンマ』）
- 『ソニックウィザード』角川書店〈ドラゴンコミックス〉全3巻
- 『ファントムウィザード』角川書店〈ドラゴンコミックス〉全3巻
- 『勇者王ガオガイガーFINAL the COMIC』メディアワークス〈電撃コミックスEX〉全1巻
- 『SOUL GADGET RADIANT』角川書店〈ドラゴンコミックス〉全1巻、未完
  - 一迅社〈IDコミックス REXコミックス〉全10巻
- 『シルシア＝コード』一迅社〈IDコミックス REXコミックス〉全4巻（『月刊ComicREX』2016年1月号[2][3] - 2018年12月号）
- 『Fate/Grand Order -Epic of Remnant- 亜種特異点IV 禁忌降臨庭園 セイレム 異端なるセイレム』一迅社〈IDコミックス REXコミックス〉全8巻（『月刊ComicREX』2019年3月号 - 2025年2月号[4]）

### ゲーム
- ラストスタンド（1999年、ワンダースワン）キャラクターデザイン
- サモンナイトエクステーゼ 夜明けの翼（2005年、PlayStation 2）キャラクターデザイン

### イラスト
- 「自由」（『ガンガンONLINE』2009年6月25日） いるも晴章名義